# Demons (canção de James Morrison)
"Demons" é uma canção do cantor britânico James Morrison. Foi escrita por Morrison com a colaboração de Mima Stilwell e James Elliott para o seu quarto álbum de estúdio Higher Than Here (2015)

## Paradas

### Desempenho nas paradas musicais
| Parada (2015)                     | Melhor posição |
| --------------------------------- | -------------- |
| Bélgica (Ultratop 50 de Flandres) | 16             |
| Países Baixos (Dutch Top 40)      | 29             |
| Escócia (Scottish Singles Chart)  | 50             |

## Ligações Externas
- «Página Oficial» (em inglês)